# Biblioteka średniowieczna
Biblioteka średniowieczna – powstanie średniowiecznych bibliotek datuje się na V i VI w. Ważne jest rozproszenie księgozbiorów lub ich zniszczenie przed utworzeniem bibliotek. Prekursorem gromadzenia ksiąg jest Teodoryk Wielki – król Ostrogotów. W średniowieczu dostęp do bibliotek był ograniczony, to czytelnik musiał zabiegać o dostęp do ksiąg i możliwość czytania.
Ściany bibliotek i czytelni były ozdabiane symbolicznymi malowidłami, które miały być odzwierciedleniem m.in. mądrości, filozofii, nauki i zamiłowania do czytania. Każda biblioteka miały inny sposób oznaczania swoich ksiąg, dzięki czemu można było bardzo szybko zidentyfikować pochodzenie danych zbiorów. Wszystkie biblioteki miały charakter prywatny lub miały ograniczone grono odbiorców. Nowa epoka wprowadza powszechny dostęp do księgozbiorów. Objętość zbiorów klasztornych jest mniejsza, ponieważ większa część została uszkodzona, spalona, lub odnajduje się je w oprawach innych ksiąg. Sale bibliotek były wyposażone w rzeźbione pulpity.

## Podział ksiąg ze względu na treść
- Pismo święte i komentarze.
- Literatura świecka, która zawiera zakres matematyczny, przyrodniczy, medyczny, filozoficzny, historyczny i prawniczy.
- Ojcowie kościoła – dzieła teologiczne.

## Źródła
- Wirtualna Historia Książki i Bibliotek